# Peuples nilotiques
Les peuples nilotiques sont des peuples indigènes de la vallée du Nil qui parlent des langues nilotiques, un sous-groupe des langues nilo-sahariennes parlées dans le sud du Soudan, en Ouganda, au Kenya et au nord de la Tanzanie. 
Le nom nilotiques fut donné par un allemand non encore identifié jusqu'à présent

## Description
Plus généralement, les peuples nilotiques comprennent tous les descendants des locuteurs de la langue nilo-saharienne d'origine, parmi lesquels les Luo, les Saras, les Maasaï, les Kalenjin, les Dinka, les Nuer, les Shilluk, les Ateker (en) et les peuples de  langue Maa, chacun regroupant plusieurs groupes ethniques. Les Nilotiques forment la majorité de la population du sud du Soudan, région supposée être l'endroit à partir duquel ils se sont dispersés. Après les Bantous, ils constituent par leur nombre le second groupe peuplant la Région des Grands Lacs. Ils constituent une notable partie des peuples du sud-ouest de l'Éthiopie.

## Génétique
Les études génétiques suggèrent que les populations nilotiques sont une source ancestrale pour les autres populations du Soudan. À la différence des autres populations locales, elles possèdent très peu de gènes non africains. Les études montrent également que ces peuples sont restés longtemps isolés et ont été fortement endogamiques.